# До-ре-ми-до-ре-до
До-ре-ми́-до-ре́-до (муз. бран.-шутл.) — музыкальная фраза, которая в качестве ритмического намёка используется музыкантами в странах бывшего СССР, чтобы послать «на́ хуй».

## Употребление
Андрей Вознесенский вспоминал, что, будучи студентом он сделал стенгазету, где из инструмента трубача вылетали ноты «до-ре-ми-до-ре-до». Через некоторое время намёк вскрылся, и Вознесенскому из-за стенгазеты вынесли строгий выговор.
Сообщалось об использовании музыкальной фразы в качестве неприятия музыки будущего на заседании VIII съезда Союза композиторов России (2000).
В одном из концертов Александр Розенбаум исполнил песню «Недотрога» и затем несколько раз спел эту известную в музыкальных кругах фразу, аккомпанируя себе на рояле. При этом певец не произносил бранные слова, а лишь озвучил названия нот.
В песне «Последние деньки в раю» из одноимённого альбома группы «Несчастный случай» перед изображаемой ссорой музыкантов саксофон играет именно эту музыкальную фразу.
В 2008 году Андрей Данилко, известный под сценическим псевдонимом Верка Сердючка, выпустил альбом «Doremi Doredo».
В 2013 году композитор Максим Бабышкин написал лирическую фортепианную композицию «До-ре-ми-до-ре-до», которая несколько недель лидировала на сайте promodj.com в разделе классической и балладной музыки.
Александр Галин дал название «До-ре-ми-до-ре-до» своей книге 2013 года.
Существует ответная музыкальная фраза: соль-фа-ми-ре-до-до# — «Сам иди туда же».
Подобная мелодия может проигрываться некоторыми домофонами в случае неверного ввода номера квартиры.